# Onychopetalum amazonicum
Onychopetalum amazonicum är en kirimojaväxtart som beskrevs av Robert Elias Fries. Onychopetalum amazonicum ingår i släktet Onychopetalum och familjen kirimojaväxter. Inga underarter finns listade i Catalogue of Life.